# Muelle Evaristo Churruca
El muelle Evaristo Churruca es una muelle ubicado en la villa de Bilbao. Transcurre en su recorrido a lo largo de la margen izquierda de la ría de Bilbao, en la zona de Abandoibarra. Se inicia en su confluencia con el muelle Campa de los Ingleses, tras superar la fachada exterior del Museo Guggenheim Bilbao, en paralelo al discurrir de la avenida Abandoibarra, y tras coincidir con la pasarela Pedro Arrupe y con el puente de Deusto, finaliza a la altura del Palacio Euskalduna.
Su denominación es un homenaje a Evaristo de Churruca y Brunet, ingeniero vasco conocido principalmente por haber construido el puerto exterior de Bilbao.

## Edificios de interés y escultura
Diversos edificios y esculturas reseñables rodean el Muelle Evaristo Churruca:

### Edificios
- Museo Guggenheim Bilbao.
- Parque de la Campa de los Ingleses.
- Biblioteca de la Universidad de Deusto.
- Pasarela Pedro Arrupe.
- Paraninfo de la Universidad del País Vasco.
- Puente de Deusto.
- Centro comercial Zubiarte.
- Palacio Euskalduna.

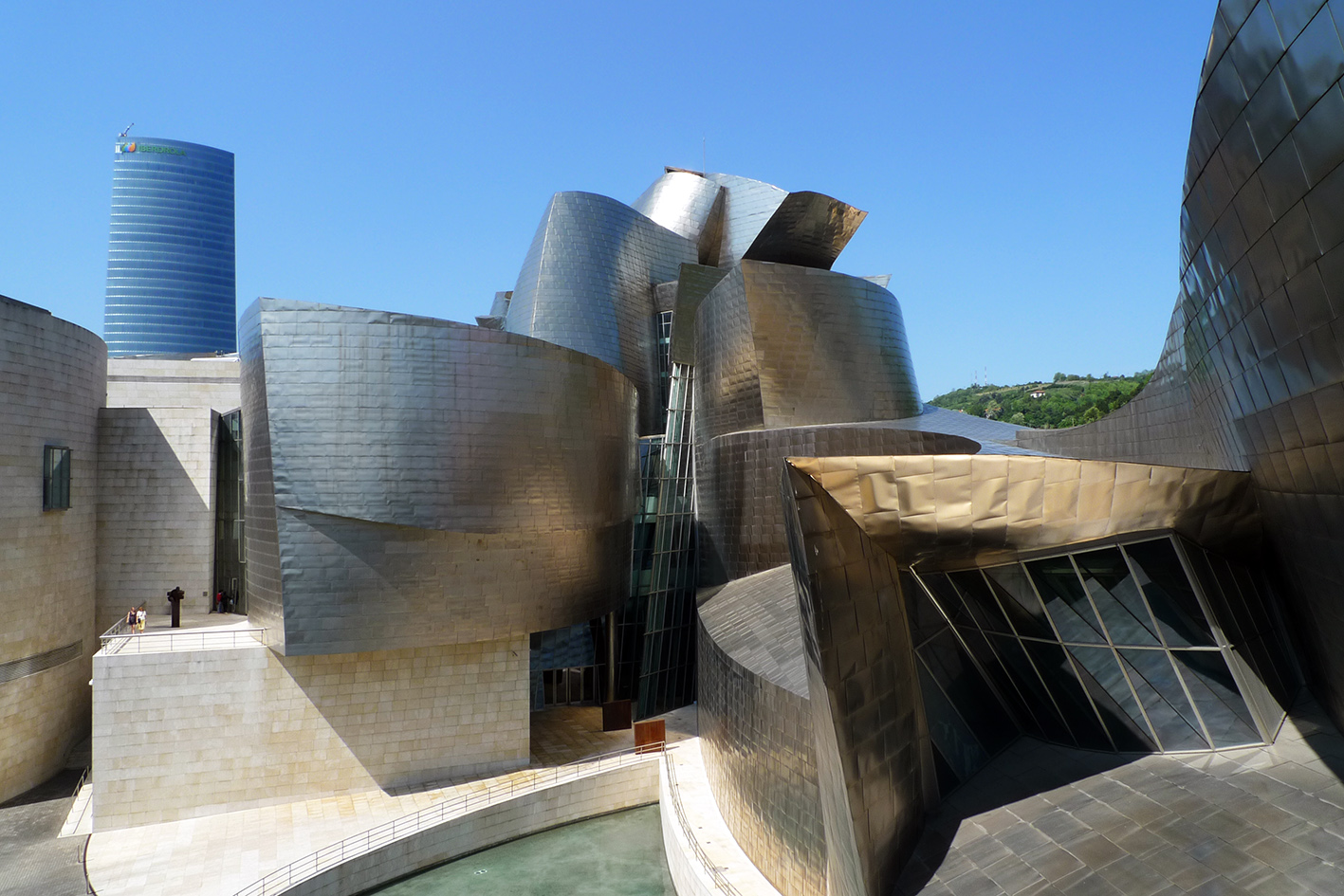
Museo Guggenheim Bilbao
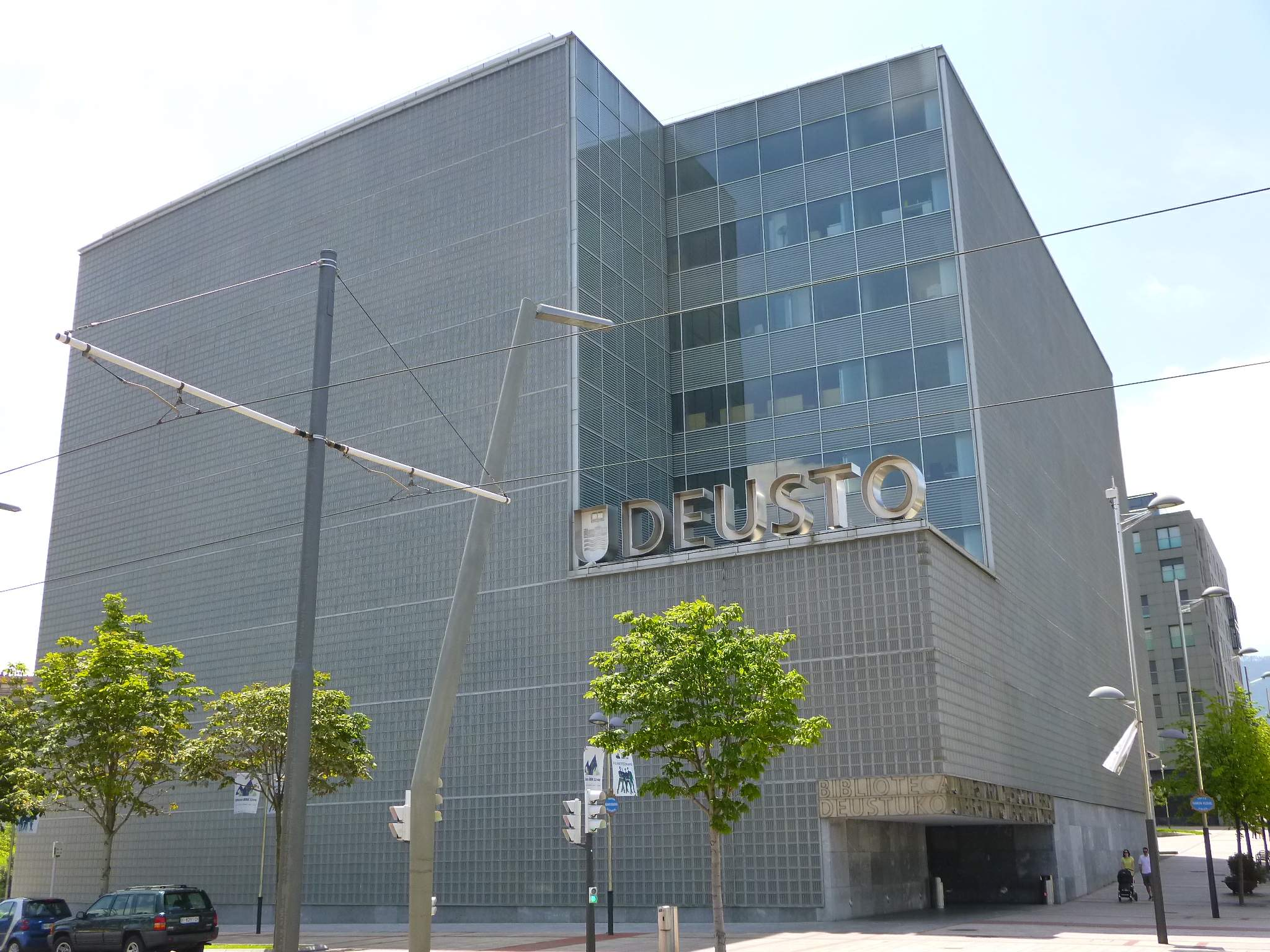
Biblioteca de la Universidad de Deusto
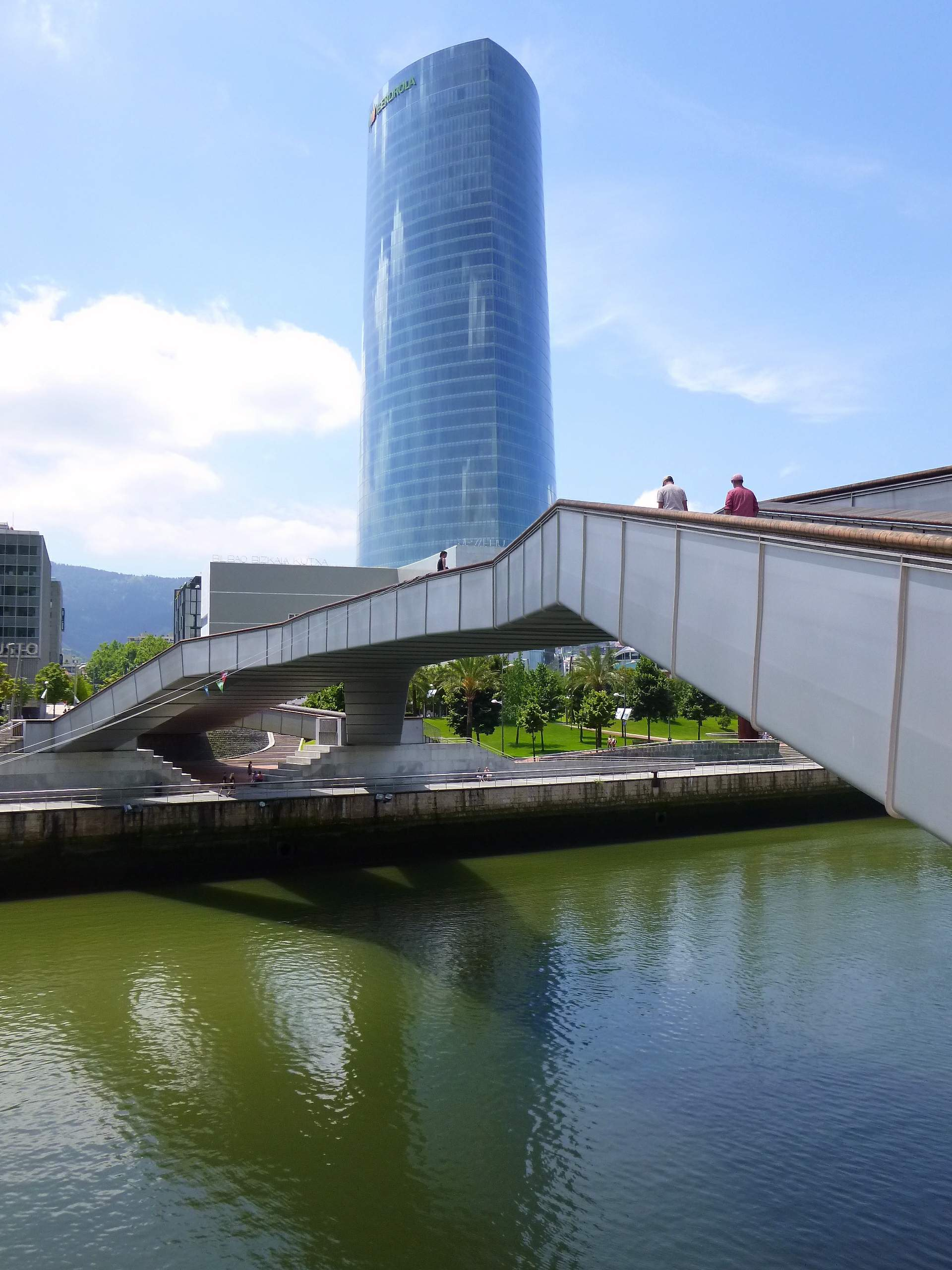
Pasarela Pedro Arrupe
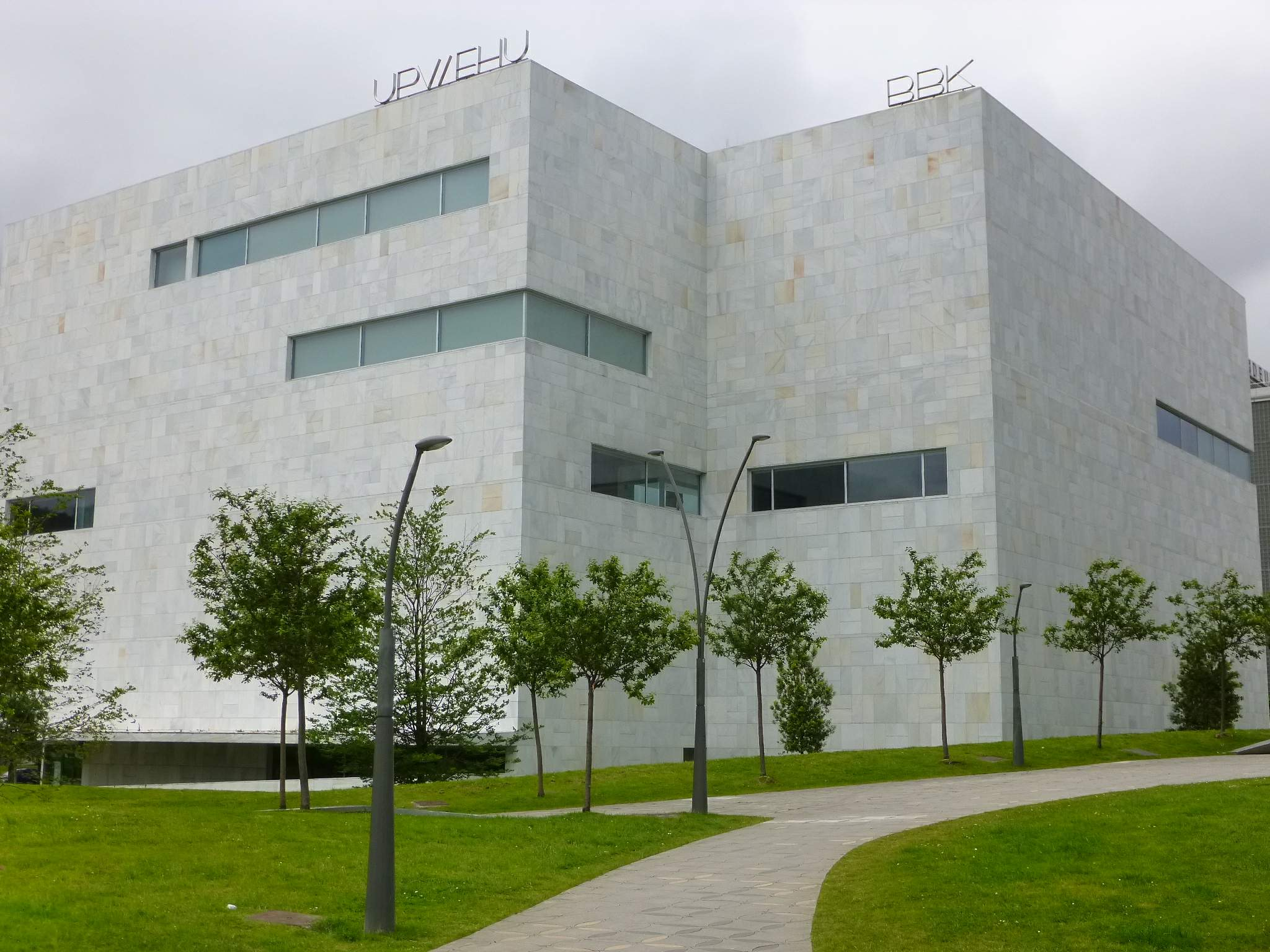
Paraninfo de la Universidad del País Vasco
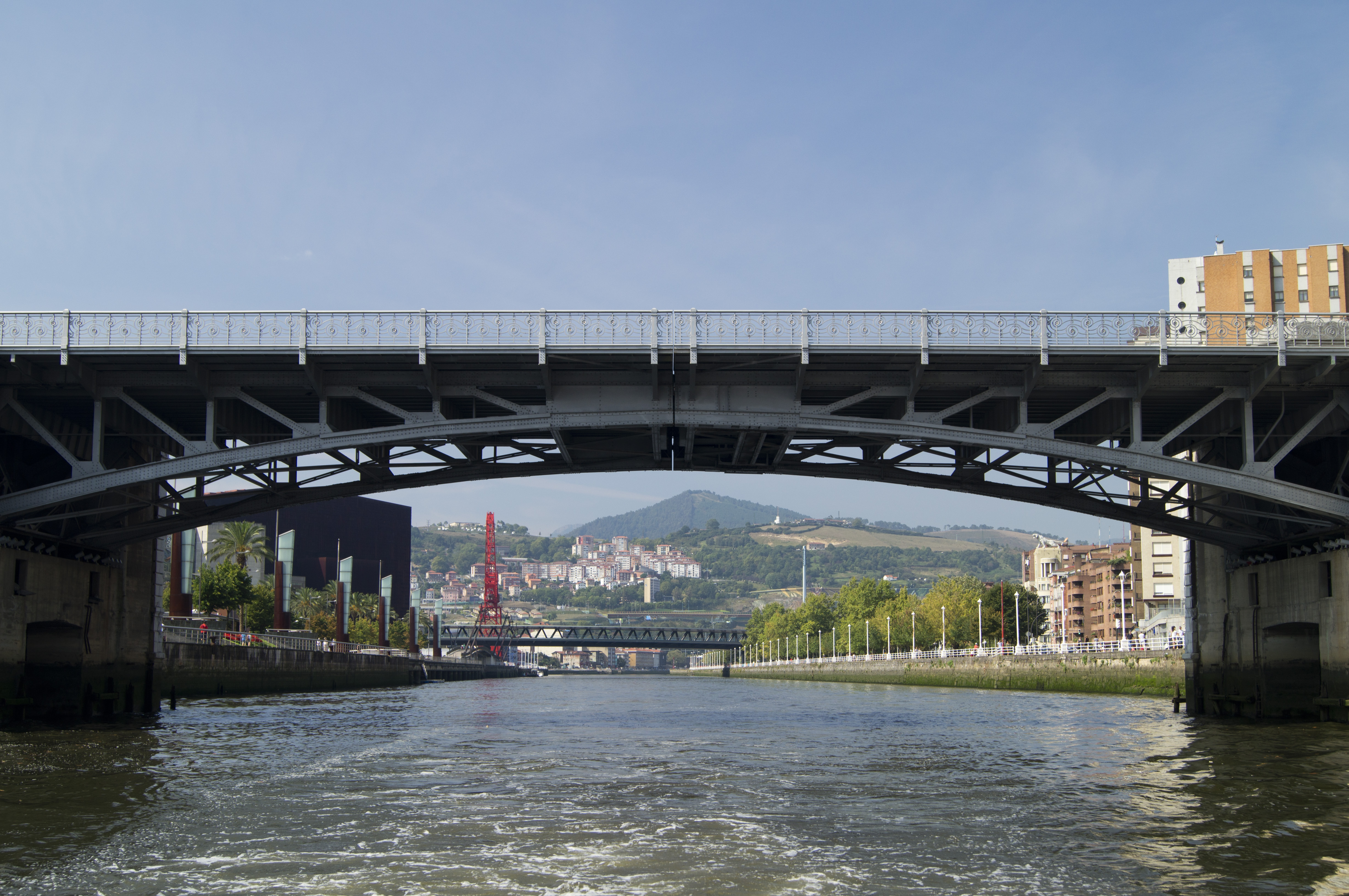
Puente de Deusto
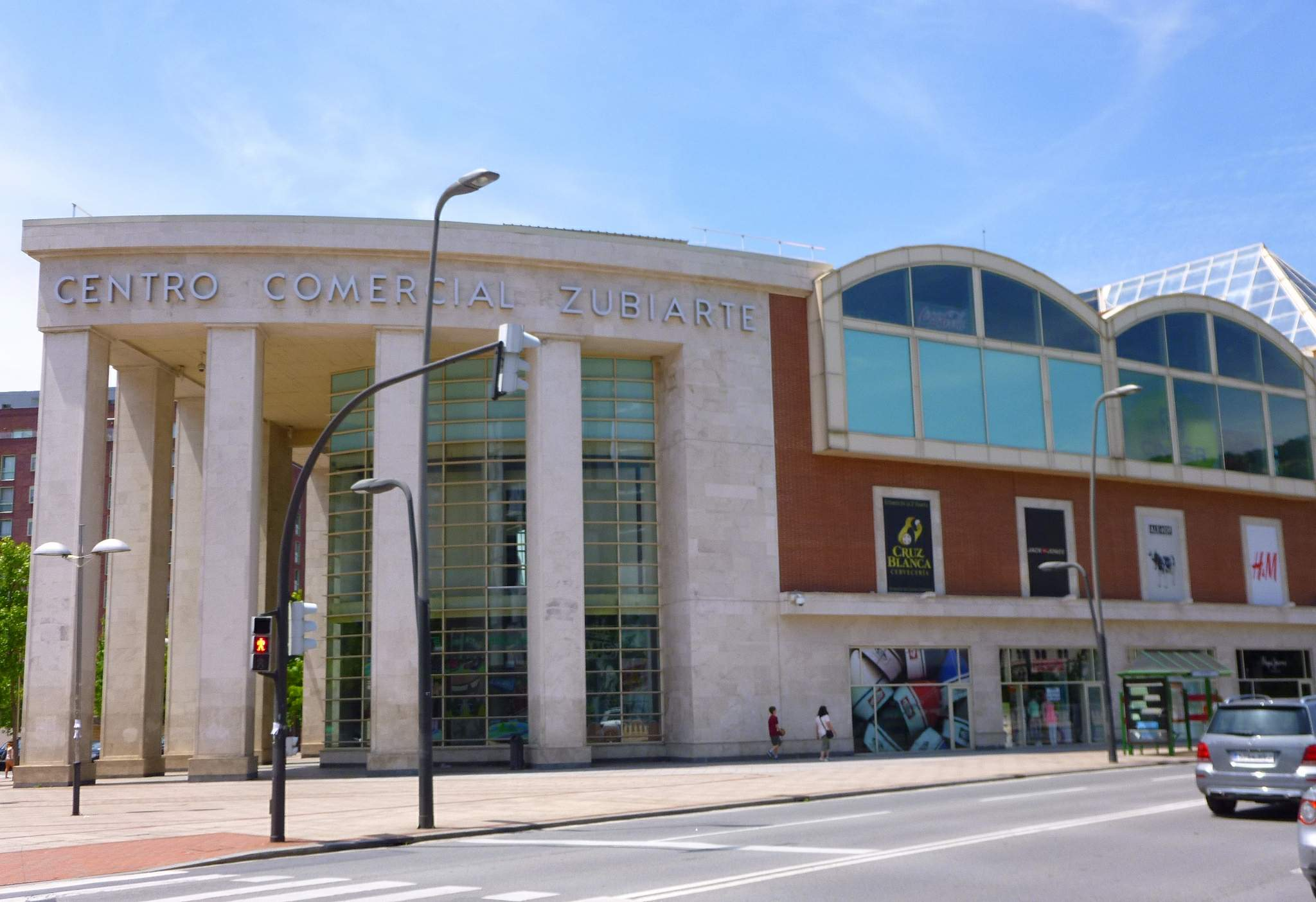
Centro comercial Zubiarte
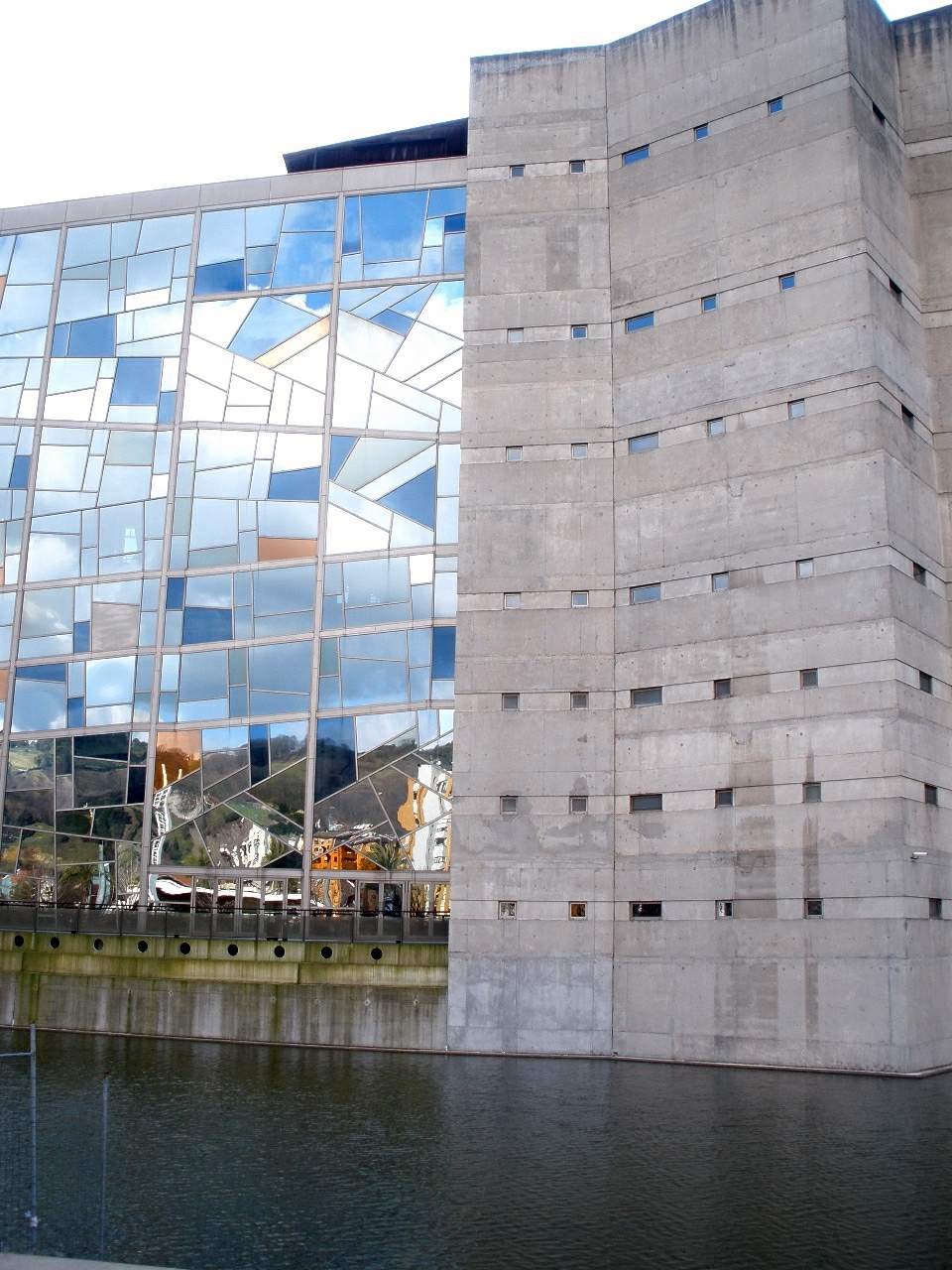
Palacio Euskalduna

### Esculturas y elementos arquitectónicos
Hasta el puente de Deusto
- Explorer´s book, de Sir Anthony Caro (Londres 1924). Pieza de acero y hormigón ubicada junto a la pasarela Pedro Arrupe.
- Begirari IV (1997, instalada en 2003), de Eduardo Chillida (1924-2002). Acero corten de 7,10 metros de altura ubicado al final de la pasarela Pedro Arrupe.
- Judith (2002), de Markus Lüpertz (1941). Escultura de 1.500 kg de bronce modelado ubicada en el parque de Ribera, frente a la Biblioteca de la Universidad de Deusto.
- Maia (2002), de William Tucker (1935). Pieza de bronce de 3,5 toneladas, 3 metros de altura, ubicada entre el puente de Deusto y la pasarela Pedro Arrupe.

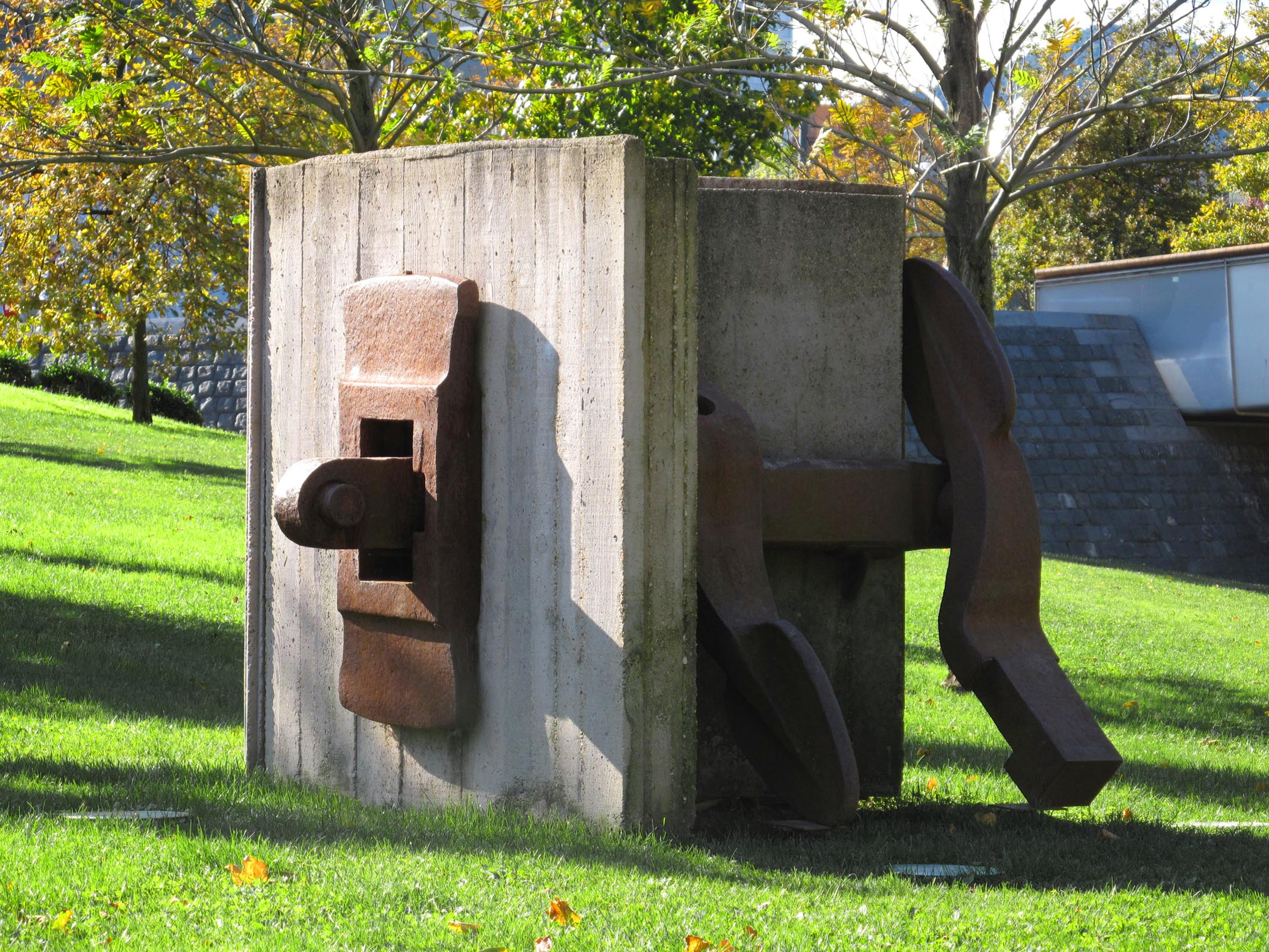
Explorer´s book, de Sir Anthony Caro
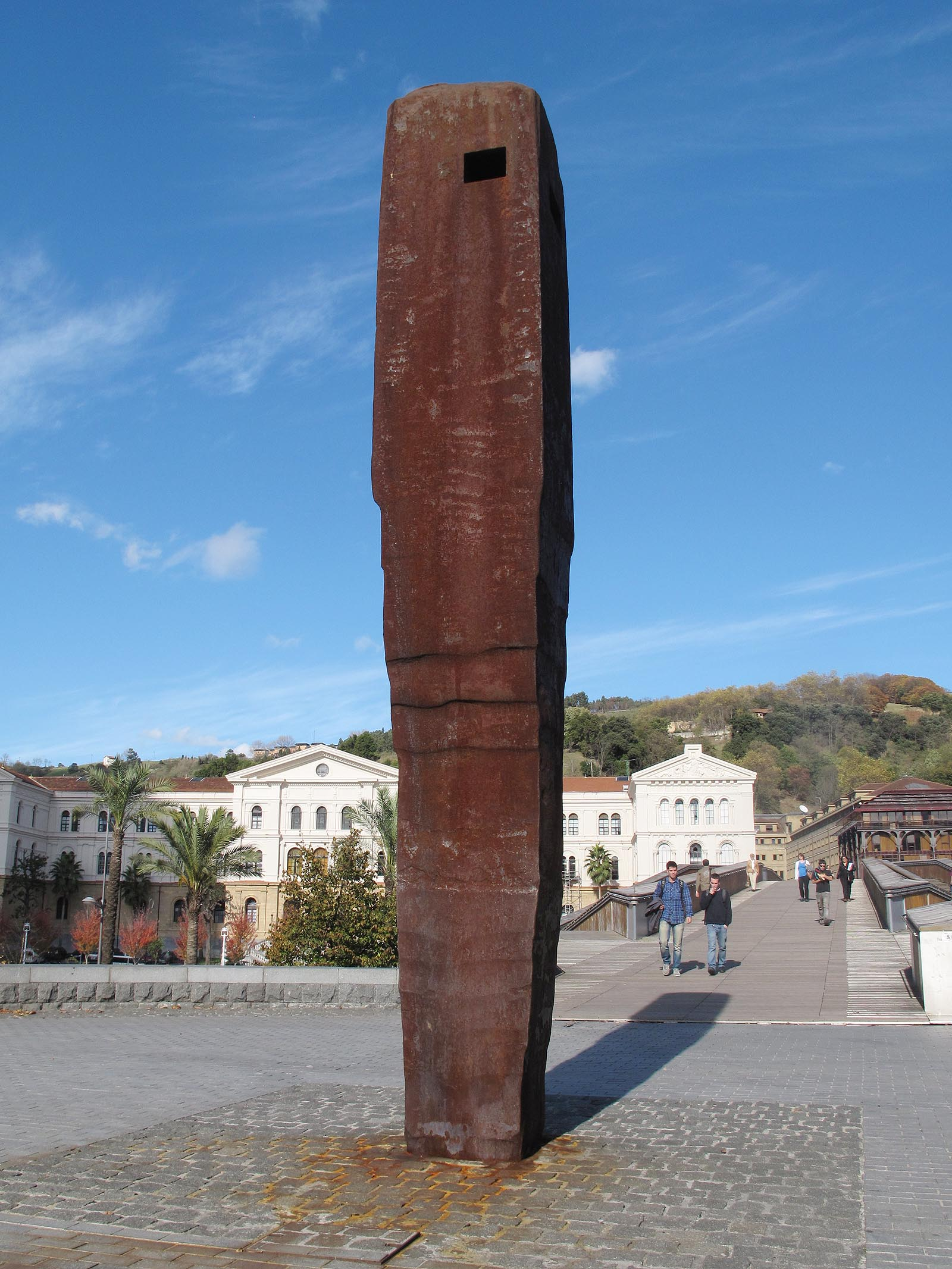
Begirari IV, de Eduardo Chillida
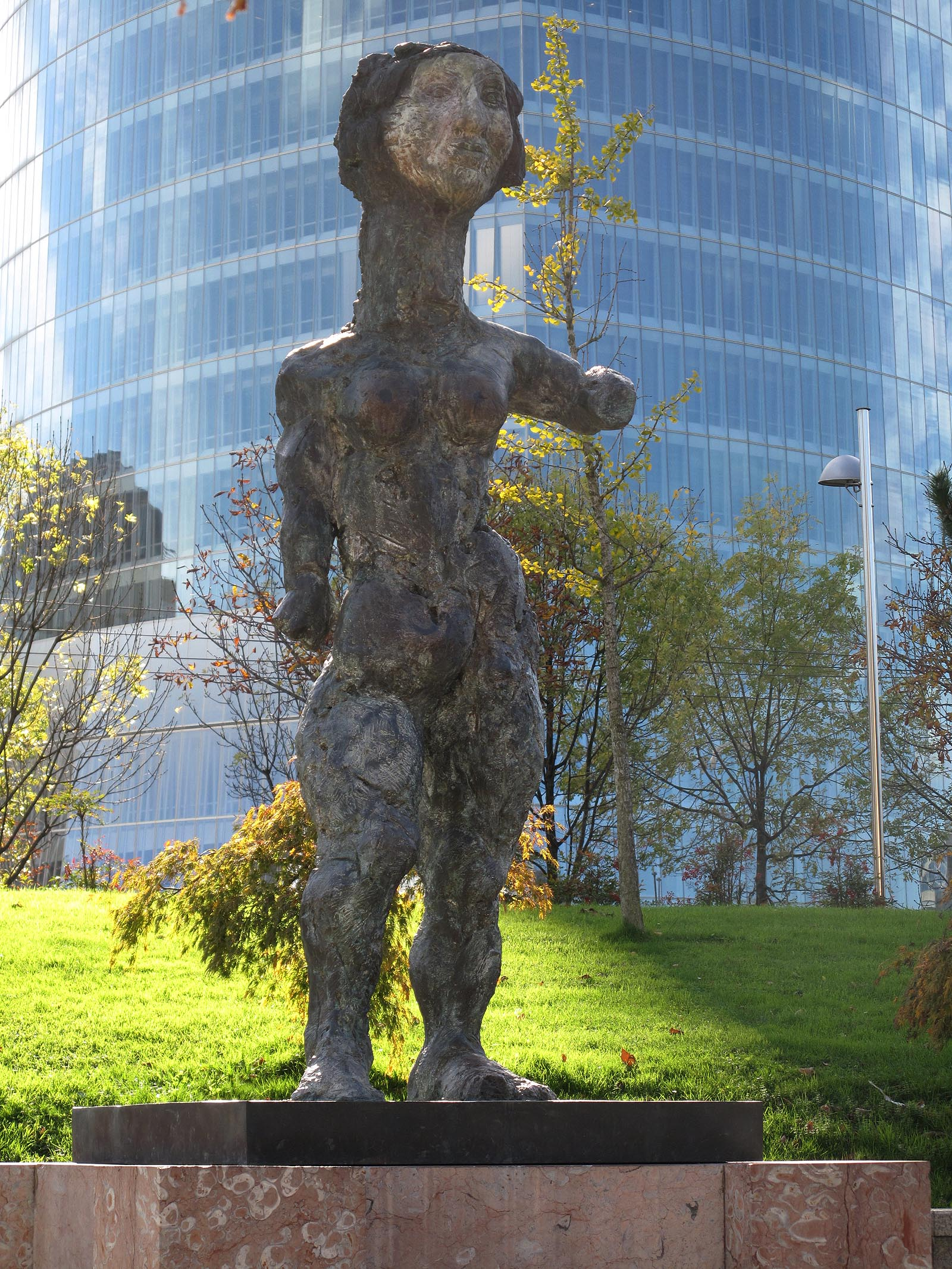
Judith, de Markus Lüpertz
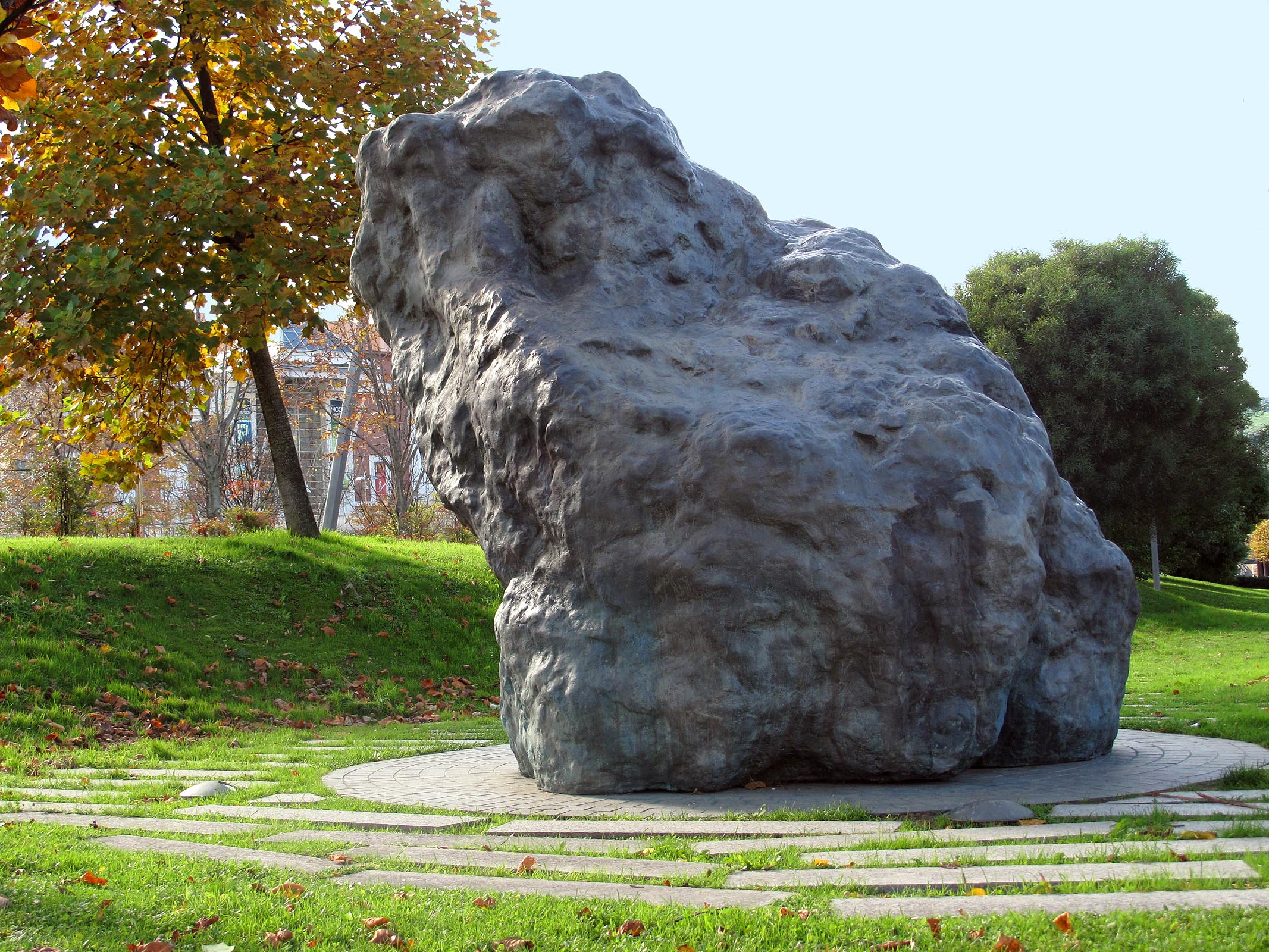
Maia (2002), de William Tucker

Hasta el Palacio Euskalduna
- A la deriva (2002), de José Zugasti (Éibar, 1952). Composición espacial a base de barras de acero curvadas y cromadas, de profunda inspiración industrial ubicada en el parque de Ribera junto al Palacio Euskalduna.
- Sitios y lugares (2002), de Ángel Garraza (Allo, Navarra, 1950). 100 toneladas de peso, hormigón alicatado con baldosines cerámicos ubicado en el parque de Ribera.
- Dodecathlos (2001), de Vicente Larrea (Bilbao, 1934). Escultura de 72 toneladas de hierro junto al Palacio Euskalduna.

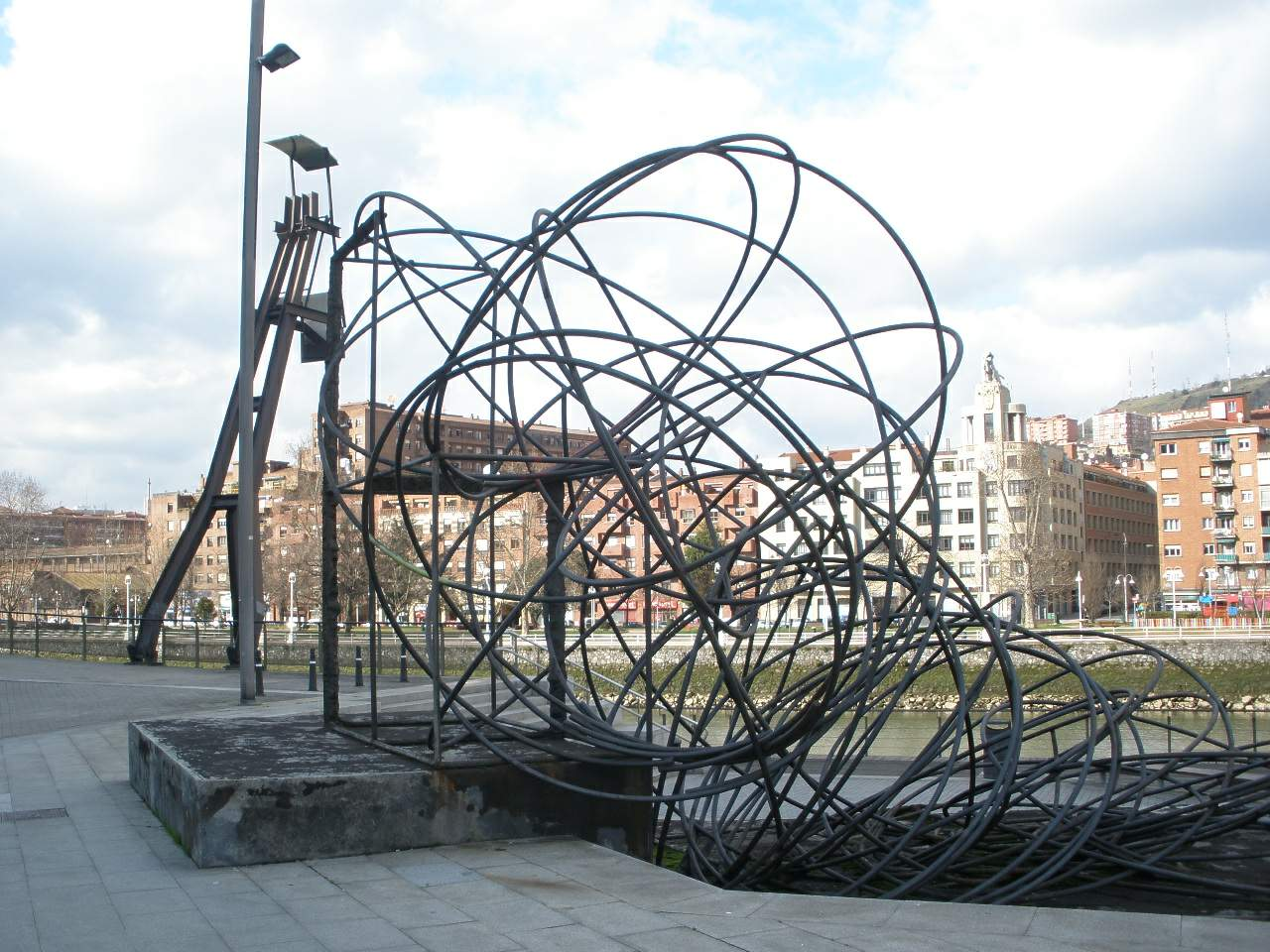
A la deriva, de José Zugasti
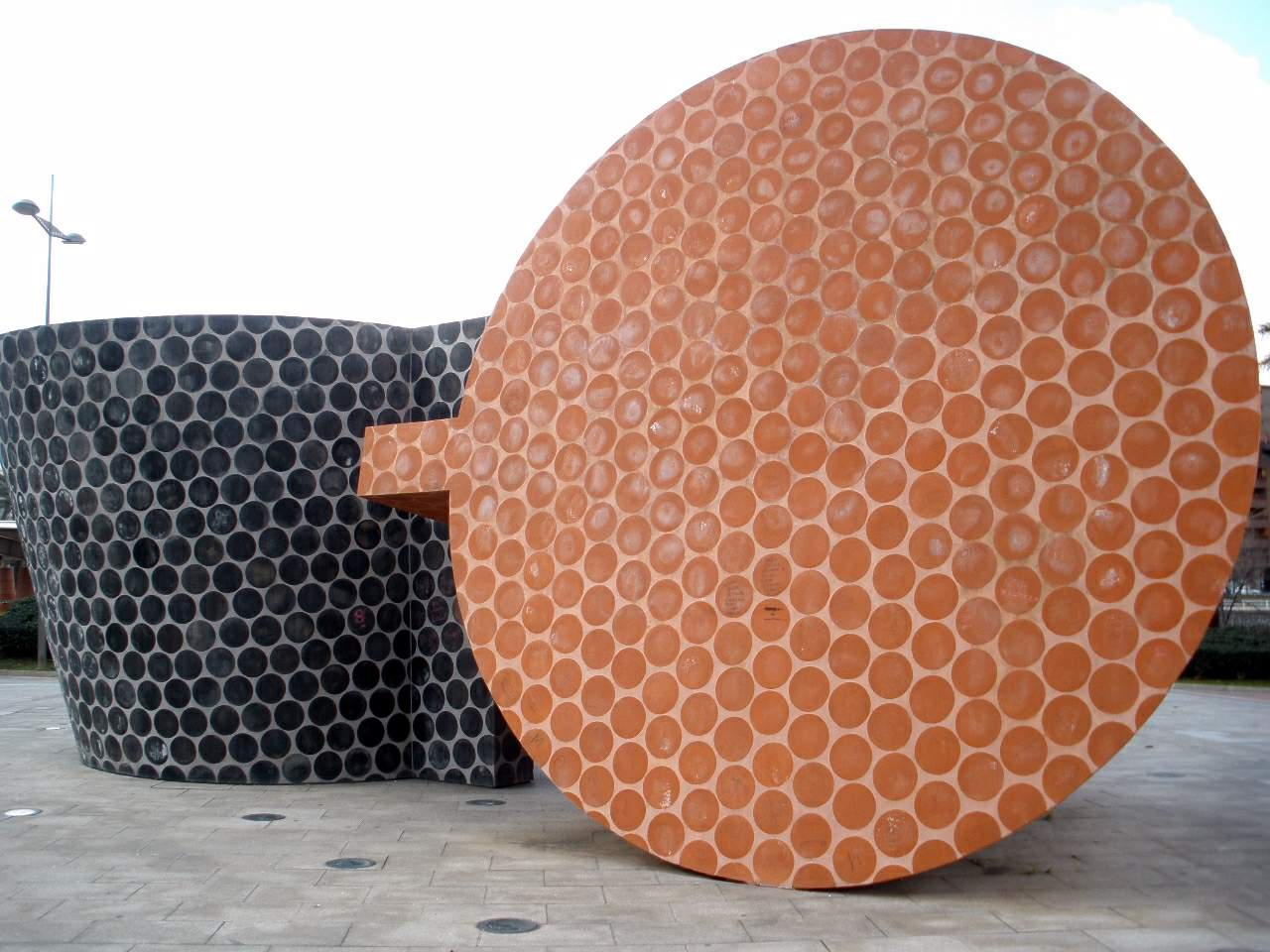
Sitios y lugares, de Ángel Garraza
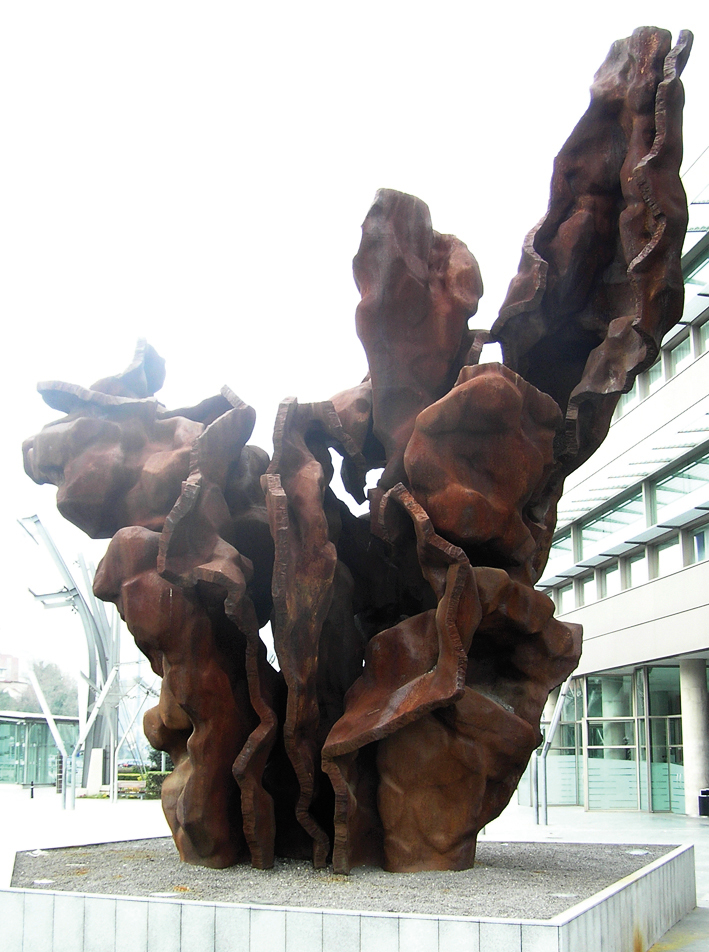
Dodecathlos, de Vicente Larrea

## Medios de transporte
Estaciones de Guggenheim, Abandoibarra y Euskalduna del tranvía de Bilbao.